# Крива рівня моря

Порівняння двох реконструкцій рівня моря протягом останніх 500 млн років: кривої Exxon і кривої Халлама. Масштаби змін протягом останнього льодовикового/міжльодовикового переходу позначені чорною смугою.

Крива рівня моря показує зміни рівня моря впродовж геологічної історії Землі.
Першою такою кривою була крива Вейла, яка ще має назву крива Exxon. Своєю назвою ця крива завдячує тому факту, що в 1977 році команда геологів компанії Exxon на чолі з Пітером Вейлом опублікувала монографію про глобальні евстатичні зміни рівня моря. Їх крива рівня моря ґрунтувалась на сейсмологічних і біостратиграфічних даних, що були накопичені під час розвідки нафтових родовищ.
Крива Вейла (і сама монографія) була предметом дискусій серед геологів, оскільки ґрунтувалась на стратиграфічних даних, які становили комерційну таємницю, а отже не мали незалежної перевірки. Через це згодом дослідники докладали багато зусиль, щоб побудувати криву рівня моря на основі некомерційних даних.
У 1987—1988 роках опубліковано переглянуту криву евстатичного рівня моря для мезозойської та кайнозойської ер, нині відому під назвою крива рівня моря Хака, яка названа так на честь пакистансько-американського океанографа Білала Хака.